# École soviétique d'échecs

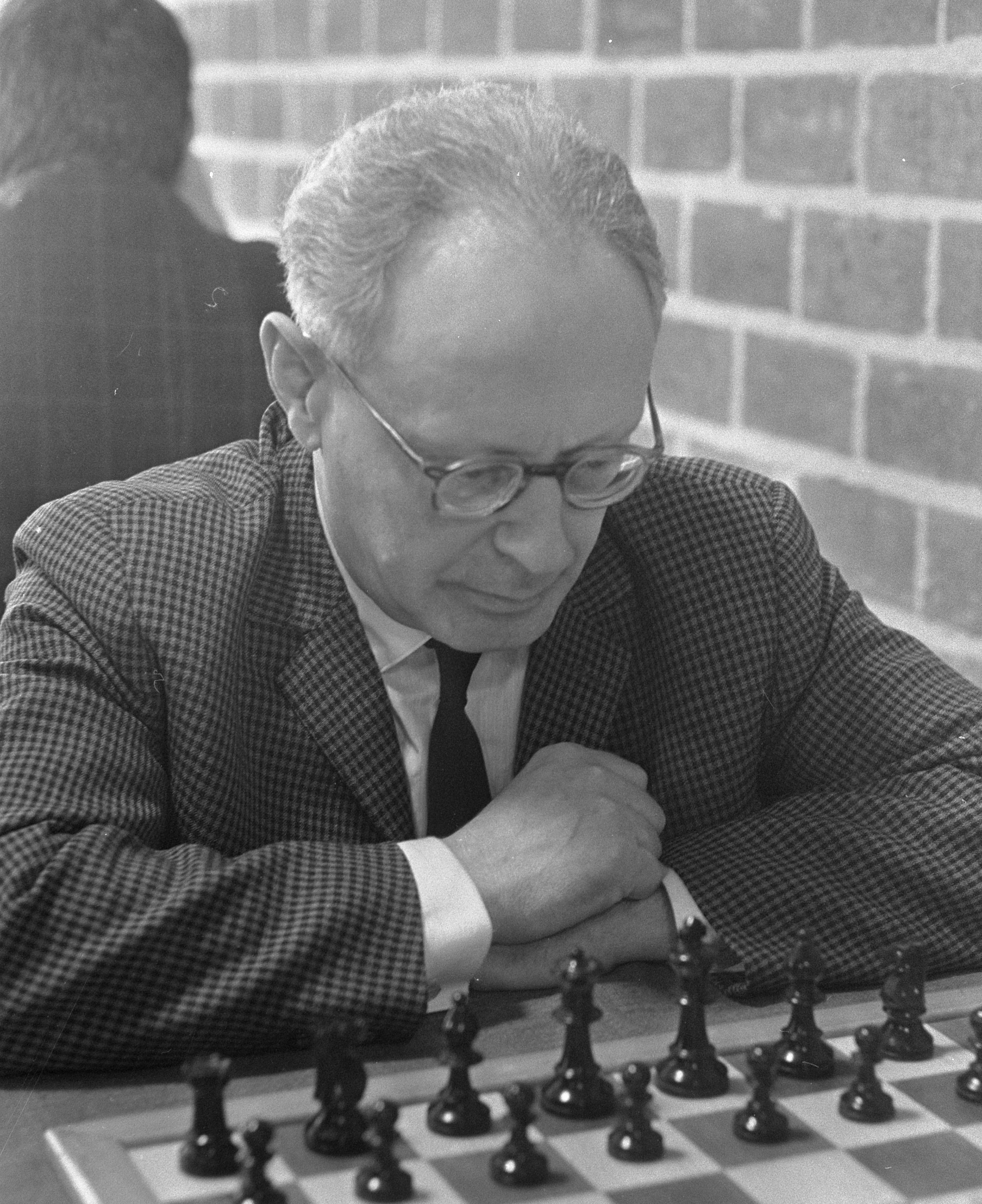
Mikhail Botvinnik en 1969.

L'école soviétique d'échecs est un style de jeu adopté en URSS par la plupart des contemporains de Mikhaïl Botvinnik, lequel est considéré comme le « patriarche » de l'école. Succédant à l'école russe d'échecs, elle a pour précurseurs revendiqués par Alexandre Kotov (dans son ouvrage coécrit avec Mikhaïl Youdovitch Le jeu d'échecs en Union soviétique), Mikhaïl Tchigorine et Alexandre Alekhine. Elle est en effet caractérisée par la combativité et le « dynamisme ».
Alors que les tenants de l'école classique Wilhelm Steinitz et Siegbert Tarrasch formulaient des grands principes et concentraient leur attention sur l'exploitation des faiblesses adverses, les grands joueurs soviétiques tels que Mikhaïl Tal ou Issaak Boleslavski — inventeur d'une variante de la défense sicilienne avec un « gigantesque trou » dans la structure de pions noire — acceptaient des faiblesses dans leur propre position en échange de l'initiative, et recherchaient des exceptions aux règles établies par les classiques. Leur jeu était caractérisé par leur ténacité dans les situations difficiles et leur habileté à trouver des ressources cachées dans ces situations. À cette époque, le Championnat d'échecs d'URSS était d'une difficulté extraordinaire. L'État formait et pensionnait des joueurs car le jeu d'échecs était en URSS un symbole et un phénomène social. Il y avait un respect considérable pour les joueurs professionnels dans la société soviétique, car ils avaient gagné leur statut au mérite.
Dans les années 1970-1980, Botvinnik dirigea une école d'échecs à Moscou ; les futurs champions du monde Karpov, Kasparov et Kramnik font partie de cette école.